# 女警察署長
『女警察署長』（おんなけいさつしょちょう）は2009年5月23日にテレビ朝日系の2時間ドラマ「土曜ワイド劇場」枠で放送された2時間ドラマである。主演は浅野ゆう子。
サブタイトルは、「部下の刑事が愛人殺しの女と密会心中!」
2003年5月10日に同枠・同主演で放映された『女警察署長・美佐子』とは一切関連はない。

## キャスト
一ノ瀬 千秋
演 - 浅野ゆう子
臨海中央署署長であるが、自ら捜査本部の最前線に立って行動する。
一ノ瀬 大介
演 - 風間トオル
千秋の年下の夫。発明マニアで、発明の時間を取るために専業主夫となっている。
速水 徹
演 - 田宮英晃
臨海中央署刑事か階級は警部補。警視庁捜査一課から転属してきた。優秀だが協調性がなく、各所轄をたらい回しにされている。
日下部 健一
演 - 柴田侊彦
建設会社社長。殺人事件の被害者。
関本 ゆみ
演 - 大西結花
クラブ「マグノリア」のママ。日下部健一と愛人関係にあった。速水徹と恋仲だったが…
岸 たき子（日下部健一の前妻）
演 - 朝加真由美
日下部健一の前妻。
小川 早苗
演 - 宮本真希
クラブ「マグノリア」のホステス。
熊田（刑事）
演 - 松重豊
刑事。
山崎
演 - 山田明郷
刑事課長。
大野木
演 - 鈴木ヒロミツ
副署長。
速水 圭子
演 - 立石涼子
速水徹の母親。
日下部 美奈子
演 - 山本みどり
日下部健一の後妻。前夫は日下部健一の会社の経理部長で、裏金スキャンダルの責任を取って自死している。
森田 夏江
演 - 仁科亜季子
高校時代に、妻子ある男と駆け落ちしたが破綻し、息子を生んだ後に離婚。以後シングルマザーで育ててきた。
日下部 勉
演 - 塩田貞治
日下部美奈子の連れ子。日下部健一の私設秘書をしていたが、次期社長に指名される。
森田 達也
演 - 内田健介
森田夏江の息子。大手電気会社勤務。
高村 篤
演 - 中原丈雄
警視庁第2方面本部長。
青梅西署刑事
演 - 石沢徹
中山
演 - 北斗誓一
森田達也の上司。
その他
城ケンシ、西川潤、如月ゆり、桑本直美、水口健一、黒木健司、橋本恵子、竹内康博、末野卓磨、五味涼子、押川善文

## スタッフ
- 脚本 - 篠崎好
- 監督 - 岡本弘
- 技斗 - 村上潤
- カースタント - タカハシレーシング
- 技術協力 - ビデオフォーカス
- 美術協力 - アイ・アール
- プロデュース - 今木清志、塙淳一
- 製作 - テレビ朝日、The Ship